# Brusy (gemeente)
De gemeente Brusy is een stad- en landgemeente in het Poolse woiwodschap Pommeren, in powiat Chojnicki.
De gemeente telt 23 administratieve plaatsen (solectwo): Brusy-Jaglie, Brusy Wybudowanie, Czapiewice, Czarniż, Czarnowo, Czyczkowy, Gacnik, Główczewice, Huta, Kinice, Kosobudy, Leśno, Lubnia, Małe Chełmy, Małe Gliśno, Męcikał, Orlik, Przymuszewo, Rolbik, Skoszewo, Wielkie Chełmy, Zalesie, Żabno
De zetel van de gemeente is in Brusy.
Op 30 juni 2004 telde de gemeente 13 021 inwoners.

## Oppervlakte gegevens
In 2002 bedroeg de totale oppervlakte van gemeente Brusy 400,74 km², waarvan:
- agrarisch gebied: 31%
- bossen: 57%

De gemeente beslaat 29,37% van de totale oppervlakte van de powiat.

## Demografie
Stand op 30 juni 2004:
| Omschrijving                   | Totaal | Totaal | Vrouwen | Vrouwen | Mannen | Mannen |
| ------------------------------ | ------ | ------ | ------- | ------- | ------ | ------ |
| eenheid                        | aantal | %      | aantal  | %       | aantal | %      |
| inwoners                       | 13 021 | 100    | 6479    | 49,8    | 6542   | 50,2   |
| bevolkingsdichtheid (inw./km²) | 32,5   | 32,5   | 16,2    | 16,2    | 16,3   | 16,3   |

In 2002 bedroeg het gemiddelde inkomen per inwoner 1528,75 zł.

## Aangrenzende gemeenten
Chojnice, Czersk, Dziemiany, Karsin, Lipnica, Studzienice